# Darren Boyd
Pour les articles homonymes, voir Boyd.
Darren John Boyd (né le 30 janvier 1971 à Hastings, dans le Sussex de l'Est) est un acteur anglais.

## Biographie
Darren Boyd est un enfant unique. Il a commencé le théâtre à l'âge de 17 ans et joua dans des productions locales de 1989 à 1995. Il s'installa à Londres à l'âge de 20 ans, et joua dans Les Misérables du West End Les. C'est durant cette époque qu'il rencontre Chris Langham membre de la distribution des comédies, chez BBC. Il vit actuellement à Londres avec son épouse, Amanda Ashy-Boyd, thérapeute nutritionnel, qu'il a rencontrée à Los Angeles. Le couple a un enfant.
Darren Boyd est surtout connu pour son rôle dans la série télévisée Spy, une sitcom de la chaine Sky 1, pour lequel il a remporté un BAFTA Award pour la meilleure performance Comédie, et pour avoir tenu le rôle de John Cleese dans Flying Circus et DC Simon Waterhouse. Il est un chanteur de formation classique, et a joué un musicien de jazz dans la sitcom américaine Ellie dans tous ses états.

## Filmographie
- 2010 et 2012 : Dirk Gently (Richard)
- 2013 : Le Dernier Pub avant la fin du monde (Shane Hawkins)
- 2016-2018 : Lucky Man (Stan Lee's Lucky Man) (série TV)
- 2019 : The Personal History of David Copperfield d'Armando Iannucci

## Récompenses et distinctions
- Le Silver Rose pour le meilleur Sitcom au Montreux Festival en 2002.
- Le prix du meilleur acteur de comédie télévisé au British Comedy Awards en 2011.
- Le meilleur acteur de comédie a la Royal Television Society Awards en 2012.
- Le BAFTA pour le meilleur rôle masculin en 2012